# 致爱好者的公开信

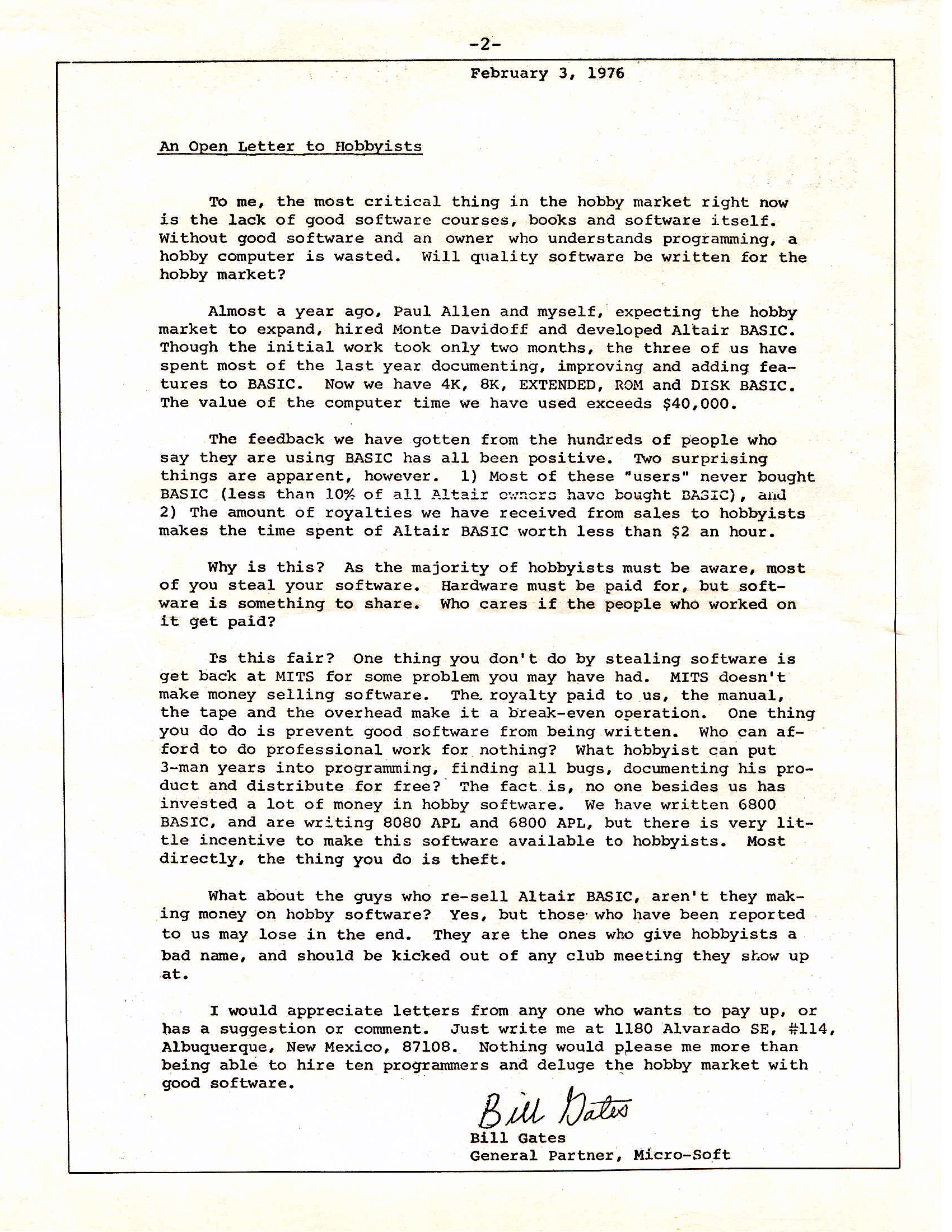
公開信原件

致爱好者的公开信（英語：An Open Letter to Hobbyists）是一篇由微軟創辦者比爾·蓋茨在1976年2月3日寫的公開信，在这篇文章中，盖茨对业余爱好者群体中猖獗的软件盗版行为表示失望。
在这封信中，盖茨表达了对大多数电脑爱好者的失望，他们没有付费就使用了微软的Altair BASIC软件。 他断言，如此广泛的未经授权的复制实际上阻碍了开发人员在创建高质量软件上投入时间和金钱。他指出，在不支付报酬的情况下，从软件作者的时间、精力和资本中获得好处是不公平的。

## Altair BASIC
1974年12月，比尔·盖茨还是哈佛大学的学生，保罗·艾伦在波士顿霍尼韦尔公司工作。1975年1月，他们在《Popular_Electronics》杂志上看到了Altair 8800电脑。自从他们在西雅图湖滨学校(Lakeside School)学习以来，他们就编写了基本的语言程序，并且知道Altair计算机的功能强大到足以支持一个基本的翻译。

## 公开信
蓋茨在公開信中說：「有誰會在沒有任何報酬的情況下來做這些專業的工作？什麼樣的愛好者可以為他的產品投入三人年（man-year）的開發時間，並且發現所有的錯誤、編寫文檔以及无偿發佈這個產品？」

## 外部連結
- 信件全文 （页面存档备份，存于）